# Радуйся, Маріє (фільм)
Радуйся, Маріє (фр. Je vous salue, Marie) — французький авангардний еротичний драматичний фільм 1985 року, написаний і знятий Жаном-Люком Годаром. Фільм є сучасним переказом історії народження Ісуса від Діви. Він був зареєстрований на 35-му Берлінському міжнародному кінофестивалі.

## Сюжет
Марія, студентка, працює на швейцарській заправці свого батька і грає в баскетбол за місцеву команду; вона стверджує, що незаймана, і підтримує цнотливі стосунки зі своїм хлопцем Йосипом, водієм таксі і кинутим коледжем. Йосип залишається вірним Марії, хоча вона не хоче з ним спати, а інша дівчина, Джульєтта, благає його бути з нею. Коли незнайомець на ім'я дядько Гавриїл (який прилітає реактивним літаком у супроводі маленької дівчинки, яка виконує роль його секретарки) повідомляє Марії, що вона завагітніє, незважаючи на те, що залишається цнотливою, вона спочатку шокована і збентежена. Зі свого боку, Йосип не може повірити, що Марія може бути вагітною і незайманою, тому звинувачує її в тому, що вона спить з іншими. Гавриїл агресивно вчить Йосипа прийняти вагітність Марії, в той час як Марія примиряється з Божим планом за допомогою медитацій, які іноді бувають гнівними і зазвичай перериваються елементарними образами сонця, місяця, хмар, квітів і води.
У паралельній оповіді Єва, студентка коледжу, починає зустрічатися зі своїм професором, який стверджує, що життя на землі з'явилося внаслідок впливу позаземного розуму. На відміну від Марії, яка не дозволяє Йосипу торкатися її сексуально, Єва заводить роман зі своїм професором, який зрештою покидає її, щоб повернутися на схід до своєї сім'ї, залишивши її в розпачі.
З допомогою Гавриїла Марія вчить Йосипа «доторкнутися» до неї, не торкаючись її самої. Йосип обіцяє бути тінню Марії, на що вона відповідає: «Але хіба всі люди не є тінню Божою?» На самоті Марія бореться з божественним процесом своєї вагітності, а потім віддається йому. Йосип і Марія одружуються, і вона народжує сина. Разом вони виховують хлопчика, який з часом залишає сім'ю, щоб продовжувати «справу свого батька». Зрештою, Марі досліджує свою сексуальність, прагнучи поєднати тіло і дух.

## Акторський склад
- Міріем Руссель — Марія
- Тьєррі Роде — Йосип
- Філіп Лакост — Дядько Гавриїл
- Манон Андерсен — маленька дівчинка
- Жюльєт Бінош — Жюльєтта
- Анн Готьє — Єва

## Фон
Відправною точкою для фільму стала книга Франсуази Дольто, популярного французького педіатра та психоаналітика, під назвою «L'Évangile au risque de la psychanalyse».

## Поширення
У Франції фільм вперше вийшов на екрани 23 січня 1985 року. Він був зареєстрований на 35-му Берлінському міжнародному кінофестивалі. Усі покази під час початкового показу в кінотеатрах супроводжувалися короткометражним фільмом «Книга Марії» (Le livre de Marie) давньою супутницею та співавторкою Годара Анн-Марі М'євіль.
Фільм отримує домашній медіа від Cohen Media. Пакет Blu-Ray дотримується цієї традиції та розміщує «Книгу Марії» прямо перед «Радуйся, Маріє».

## Відгуки
Релігійні теми «Радуйся, Маріє» та сцени повної оголеності спереду образили деяких християн. Папа Іван Павло II розкритикував фільм, заявивши, що він «глибоко ранить релігійні почуття віруючих». Протестувальники з'явилися в деяких кінотеатрах у вечір відкриття, і його прем'єрний показ на Сіднейському кінофестивалі був зірваний протестувальниками та загрозою вибуху, що спричинило евакуацію кінотеатру. Фільм отримав лише 353 877 переглядів у французьких кінотеатрах. Він був заборонений в Аргентині і Бразилії (де фільм був заборонений до 1988 року).
«Радуйся, Маріє» отримала неоднозначну рецензію, у тому числі в New York Times, яка охарактеризувала фільм як «не особливо провокаційний або розважальний», але також назвала його «надзвичайно серйозною спробою дослідити природу стосунків між жінками і чоловіками та можливість глибокої дружби, що не ґрунтується на сексі. Йдеться також про вимоги віри, що в наш час цинізму, можливо, є найбільш суперечливим аспектом фільму». Багато інших серйозних критиків були більш прихильними: Time Out сказав: «Складений, як блискуча мозаїка, фільм Годара надає свіжого значення повсякденним образам; змушує нас слухати Дворжака з новою вдячністю; і показує оголену жінку так, наче її ніколи не знімали». Критик Channel 4 Film писав: «Незаймане народження представлено як реальність — таємницею для Годара є жіночість і народження загалом. Це він досліджує через приголомшливі зображення природи та оголену фігуру своєї героїні — остання сфотографована цнотливо без вуайеризм чи сексизм після певних класичних картин». Режисер Джон Вотерс написав дуже схвальний відгук, який увійшов до його книги «Crackpot». Натомість сценарист і режисер Джеймс Ганн стверджує, що це його найменш улюблений фільм.
На Каннському кінофестивалі Ноель Годен, розчарований тим, що Годар, на його думку, зняв релігійний фільм, кинув крем для гоління в обличчя Годару, зробивши міжнародні новини. Під жорсткою критикою Годар спробував відкликати фільм з Італії, але його дистриб'ютор не зміг цього зробити. Він також стверджував, що фільм не про Діву Марію, а про «молоду жінку на ім'я Марія, яка в певний момент свого життя виявляє себе частиною виняткової події, якої вона ніколи б собі не побажала». Незважаючи на початкову жорстку критику, фільм також отримав похвалу за чудову операторську роботу.
Наразі «Радуйся, Маріє» має 70 % рейтингу на Rotten Tomatoes на основі 10 відгуків.